# Telmatoscopus confusus
Telmatoscopus confusus är en tvåvingeart som beskrevs av Satchell 1953. Telmatoscopus confusus ingår i släktet Telmatoscopus och familjen fjärilsmyggor. Inga underarter finns listade i Catalogue of Life.